# Рыжехвостый бурундук
Рыжехвостый бурундук (лат. Neotamias ruficaudus) — вид грызунов семейства беличьих (лат. ruficaudus — «рыжехвостый»).
Самки в среднем на 3 % больше самцов. Общая длина 19,7—23,7 см, хвост 85—115 мм, задние ступни 30—36 мм, уши 13—19 мм, вес 44—79 грамм, вес новорождённых 2,3 г.
Окраска верха оранжеватого цвета, на спине 5 полос от чёрного до коричневого цвета, разделенных четырьмя полосами от серого до желтовато-коричневатого цвета. Окраска брюха от белого до кремового. Нижняя часть хвоста красная. Зубная формула: резцов 1/1, клыки 0/0, премоляры 2/1, моляры 3/3, всего 22 зуба.
Вид распространён в Канаде (Альберта, Британская Колумбия) и США (Айдахо, Монтана, Вашингтон). Живёт на высотах от 720 до 2400 м над уровнем моря. Обитает в различных типах хвойных лесов и редколесных массивов.
В первую очередь наземный вид, также поднимается на деревья. Гнёзда делает в зарослях или на деревьях, в щелях между камнями, под землёй. Рацион включает в себя семена и плоды разных деревьев и кустарников, а также листья и цветы различных трав, вероятно, также грибы. Активность главным образом с апреля по октябрь. Периодически просыпается зимой, чтобы воспользоваться запасами корма.
Период размножения в конце апреля или в мае, раньше при низких высотах и может продолжаться до конца августа на севере. Беременность длится около месяца. Размер выводка обычно 4—6. Детёныши появляются над землёй примерно за 39—45 дней (в июле). Некоторые экземпляры живут в дикой природе до 6—8 лет.